# Luis Navarro
Pour les articles homonymes, voir Navarro (homonymie).
 (juin 2011).
Si vous disposez d'ouvrages ou d'articles de référence ou si vous connaissez des sites web de qualité traitant du thème abordé ici, merci de compléter l'article en donnant les références utiles à sa vérifiabilité et en les liant à la section « Notes et références ».
Luis Navarro est un peintre espagnol né à Barcelone (Espagne) le 11 octobre 1935.

## Biographie
Né en 1935 à Barcelone, musicien et peintre, Luis Navarro débute à Tudela, à l’Académie des Beaux-Arts.
En 1969, il présente son travail à Pablo Picasso qu’il rencontre régulièrement à l’auberge La Musarde : « tu as trouvé le plus difficile pour un peintre : un style reconnaissable, sans même qu’on lise ta signature… Avec une peinture comme la tienne, tu peux aller partout », lui affirme le maître.
Quelques années plus tard, Luis Navarro devient lauréat du Prix Albrecht Dürer et obtient les médailles d’or du Grand Prix Goya et du Grand Prix Rubens.

## Dates clés
1936 : Luis Navarro est emmené par sa mère à Tudela, en Navarre, où il va passer dix-sept années. C’est
l’époque de la guerre civile, qui coupera durablement l’Espagne en deux camps. Condamné à mort par les
troupes franquistes, son père parvient à s’échapper et à gagner la France.
1942 : En pleine guerre mondiale, l’enfant Luis Navarro traverse les Pyrénées avec sa mère pour rejoindre son
père. C’est son premier contact avec la France.
1955 : Diplômé de l’Académie des Beaux-Arts de Navarre, Luis Navarro quitte Tudela pour Barcelone, où il
partage son temps entre la musique (il est un exceptionnel guitariste) et la peinture.
1960 : Dans la grande tradition des peintres espagnols du XXe siècle (Picasso, Gris, Miro, Saura, Bores, Luis
Fernandez, Clavé, Arroyo), Luis Navarro s’installe définitivement en France, à Nice puis à Cannes.
Officiellement, il est musicien, jouant dans les plus prestigieux palaces de la Côte d’Azur. Mais il développe en
parallèle son œuvre artistique, commençant à multiplier les huiles sur toile, les dessins, les gravures.
1965 : Premiers dessins et premières toiles représentant des hommes et des femmes sans visage —
personnages superbement peints et mis en scène.
Très minutieux, il refuse de se séparer de ses toiles, sauf pour de rares collectionneurs fortunés. Commence
alors la légende de Luis Navarro, peintre secret et discret, qui a créé un monde pictural d’une richesse infinie...
1982 : Luis Navarro expose à Paris, chez la célèbre Katia Granoff qui le place au premier rang des peintres
contemporains.
2000 : Peignant en région parisienne ou sur la Costa Brava, Luis Navarro poursuit son œuvre qui comptera
bientôt plus de quatre cents toiles et quatre cents dessins. Sous la pression d’un groupe d’admirateurs
emmenés par Stéphane Cherki, il réfléchit à “ l’idée d’une première rétrospective ”...
8 novembre 2005 : Rétrospective Luis Navarro à la Grande Arche de la Défense, à Paris. 400 œuvres,
provenant de la collection du peintre ou des collections privées, sont pour la première fois rassemblées par le
dernier grand représentant du surréalisme.
2007 : Invité d'honneur au XI ème Salon De Printemps organisé par L'association artistique "LA PLUME LORRAINE" Dombasle Sur Meurthe . 19 œuvres présentées.